# Jack Douglas (színművész)
Jack Douglas, er. Jack Roberton (Newcastle upon Tyne, Egyesült Királyság, 1927. április 26. –  Newport, Isle of Wight, Hampshire, 2008. december 18.) brit (angol) színpadi és filmszínész, rendező, komikus, humorista, televíziós műsorvezető, showman. Főleg a Folytassa-vígjátéksorozatban alakított szerepeiről ismert.

## Élete

### Pályája
Régi színészcsaládba született, ősei már 200 éve gyakorolták a színészmesterséget. Tizennégy éves korában, 1938-ban meglépett otthonról, hogy a blackpooli Feldman Színházban dolgozhasson. Barátjával, Joe Bakerrel együtt lépett fel, humorista duót alkotva. A társulat Howard Keellel együtt turnézott, egy ízben vendégszerepeltek Cliff Richardnál a London Palladium színházban, a londoni West Enden. Douglas és Baker 12 éven át dolgoztak együtt, majd útjaik szétváltak.
1955–1957 között Douglas fellépett a Crackerjack! című televíziós vetélkedő show-műsor első két évadában, azután 1959 augusztusáig a Bold Journey televíziós show-műsor műsorvezetője (Showmastere) volt. 1963–1967 között Douglas Des O’Connor szórakoztatóművésszel együtt lépett fel, annak saját show-műsorában. Az 1960-as évek közepétől többször részt vett vendégsztárként Johnny Carson népszerű The Tonight Show-jában és Merv Griffin saját show-műsorában is.
1972-ben kapta első szerepét Gerald Thomas Folytassa-vígjátéksorozatában. A Folytassa, főnővér!-ben még csak aprócska szerepet kapott, ezután azonban ő lett az egyetlen színész, aki a sorozat összes többi filmjében szerepelni tudott. Emellett játszott még a sorozathoz kapcsolódó Carry On Laughing! televíziós sorozatokban és a Folytassa… karácsonyi különkiadásaiban (Carry On Christmas).

### Magánélete
1996-ban Douglas élettársával, Vivienne Russellel együtt visszavonult Wight szigetére. Két közös gyermekük mellett Vivienne „hozott” gyermekét is nevelték. Douglas itt hunyt el 2008-ban, 81 éves korában.

## Főbb filmszerepei
- 1961: Majdnem baleset, (Nearly a Nasty Accident), Balmer
- 1972: Folytassa, főnővér! (Carry On Matron), izomrángásos apuka
- 1972: Folytassa külföldön! (Carry on Abroad), Harry
- 1972: Carry on Christmas: Carry on Stuffing, tévéfilm, Mr. Firkin / Adam / Ringworm komornyik
- 1973: Folytassák, lányok! (Carry on Girls), William
- 1973: Carry on Christmas, tévéfilm, daloló ősember, / bunyós / német
- 1974: Des O’Connor Entertains, tévésorozat, több epizód, közreműködő
- 1974: Folytassa, Dick! (Carry on Dick), Jock Strapp őrmester
- 1975: Carry on Laughing!, tévésorozat, Lord Peter Flimsy / Clodson / Sir Gay
- 1975: Folytassa az ásatást! (Carry on Behind), Ernie Bragg
- 1976: Folytassa Angliában! (Carry on England), Bombardier Ready
- 1978: What’s Up Nurse!, rendőrbiztos
- 1978: Folytassa, Emmanuelle (Carry On Emmannuelle), Lyons főkomornyik
- 1978: Nyavalyás kölykök (Bloody Kids), tévéfilm, rendőrtiszt
- 1992: Folytassa, Kolumbusz! (Carry on Columbus), Marco, gabonagyilkos

## További információ
- Jack Douglas a PORT.hu-n (magyarul)
- Jack Douglas az Internetes Szinkronadatbázisban (magyarul)
- Jack Douglas az Internet Movie Database-ben (angolul)
- Jack Douglas a Rotten Tomatoeson (angolul)
- Jack Douglas az AlloCiné weboldalán (franciául)
- Jack Douglas  Profile. Famousfix.com. (Hozzáférés: 2023. január 18.)
- Robert Ross. The Carry On Companion. London: B.T. Batsford (2002). ISBN 0-7134-8771-2
- Jack Douglas a Carry On sorozat emlékoldalán (carryon.org.uk)
- Carry On Line: Official Website of the Carry On films Archiválva 2021. január 25-i dátummal a Wayback Machine-ben